# 2003년 밤 지진

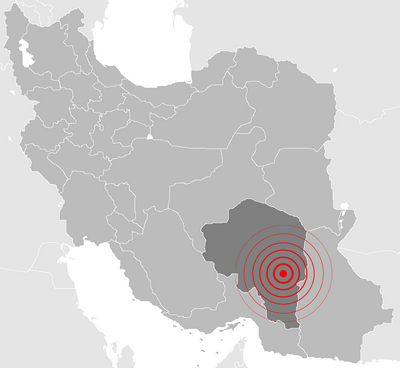
2003년 밤 지진의 진앙

2003년 밤 지진 (2003 Bam earthquake) 은 2003년 12월 26일에 이란의 밤 부근에서 발생한 지진이다. 지진 규모는 M6.6.

## 피해상황
- 사망자 : 26,271~43,200명
- 부상자 : 22,628~30,000명
- 재산피해 : 밤 시 전체의 70~90%가 완파 또는 반파됨